# Red Wing
Red Wing er en amerikansk by og administrativt centrum i det amerikanske county Goodhue County, i staten Minnesota. I 2000 havde byen et indbyggertal på 16.116.

## Ekstern henvisning
- Red Wings hjemmeside (engelsk)

44°33′56″N 92°32′05″V / 44.5656°N 92.5347°V